# 172996 Стук
172996 Стук (172996 Stooke) — астероїд головного поясу, відкритий 25 травня 2006 року.
Тіссеранів параметр щодо Юпітера — 3,374.